# Pouteria izabalensis
Pouteria izabalensis là một loài thực vật thuộc họ Sapotaceae. Loài này có ở Belize, Guatemala, Honduras, và Nicaragua.